# August von Mackensen
August von Mackensen (właściwie Anton Ludwig Friedrich August von Mackensen, ur. 6 grudnia 1849 w Haus Leipnitz, zm. 8 listopada 1945 w Burghorn) – feldmarszałek niemiecki, dowódca wojsk niemieckich i austro-węgierskich podczas ofensywy pod Gorlicami i Tarnowem w maju 1915, zdobywca Belgradu w 1915 i Bukaresztu w 1916 roku.

## Początki kariery wojskowej
Karierę wojskową rozpoczął w 1869, kiedy jako ochotnik wstąpił do elitarnego 2 Regimentu Huzarów Śmierci. Jako żołnierz tej jednostki brał udział w wojnie francusko-pruskiej. Po wojnie w 1873 ukończył studia agronomiczne na Uniwersytecie w Halle. Powrócił do armii, gdzie stopniowo awansując pełnił m.in. funkcje adiutanta feldmarszałka Alfreda von Schlieffena i cesarza Wilhelma II.
W 1899 w uznaniu zasług na rzecz armii i wybitnej służby został uhonorowany przez cesarza Wilhelma II nobilitacją szlachecką, a w 1900 awansowany do stopnia generała majora. Od 1901, aż do wybuchu wojny, związany służbą w Gdańsku. Pełnił tam kolejno obowiązki: dowódcy Brygady Huzarów (1901–1903), 36 Dywizji Piechoty (1903–1908) i 17 Korpusu Armijnego (1908–1914). W 1903 awansowany na generała porucznika, a w 1908 na generała kawalerii.
Dzięki jego osobistemu zaangażowaniu powstała pierwsza Scena Leśna w Sopocie. Przyczynił się także do rozbudowy tamtejszego hipodromu; dla upamiętnienia tych zasług otrzymał tytuł Honorowego Obywatela Sopotu.

## I wojna światowa
Po wybuchu I wojny światowej objął dowództwo 9 i 11 Armii oraz 17 Korpusu. Brał udział w bitwie pod Gąbinem, bitwie pod Łowiczem i Łodzią. W maju 1915 przełamał front rosyjski pod Gorlicami. Był to początek najbardziej udanej ofensywy Państw Centralnych na froncie wschodnim, w której Mackensen miał znaczący udział. W jej wyniku na początku czerwca 1915 odzyskano Przemyśl, a z końcem czerwca Lwów. Za odzyskanie Lwowa został awansowany na feldmarszałka. 
W sierpniu i wrześniu 1915 wojska Mackensena zadały ciężkie klęski armiom rosyjskim pod Brześciem i Pińskiem, co spowodowało wyparcie Rosjan z terenów Królestwa Polskiego.
Końcem 1915 po błyskotliwie przeprowadzonej kampanii przeciwko Serbii zdobył Belgrad, dowodząc wspólną ofensywą Niemiec i Austro-Węgier. W sierpniu 1916 po przystąpieniu Rumunii do wojny po stronie Ententy skierowany na front rumuński. Po początkowym zaskoczeniu dowodząc armią bułgarską i niemiecką szybko powstrzymał ofensywę rumuńską zdobywając Bukareszt w grudniu 1916 roku. Zwycięstwo było całkowite i do końca grudnia 1916 prawie cała Rumunia znalazła się pod okupacją. Od 1917 do końca wojny pełnił stanowisko wojskowego gubernatora nad okupowaną Rumunią.
Po zakończeniu działań wojennych przez kilka miesięcy był internowany przez aliantów. Pod koniec 1919 zwolniony, powrócił do Niemiec, gdzie został zdemobilizowany, a w 1920 przeniesiony w stan spoczynku.

## W stanie spoczynku

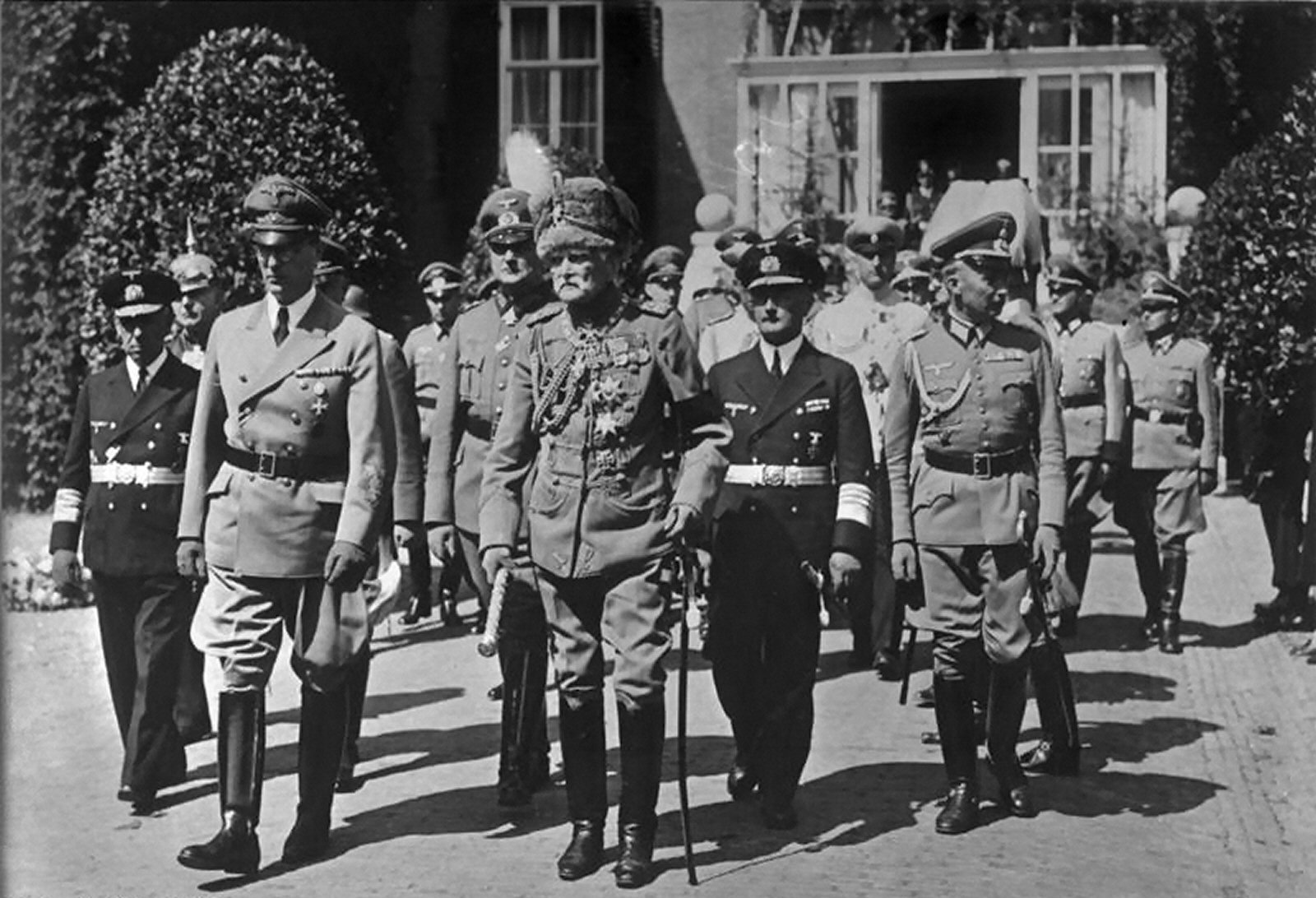
Mackensen na pogrzebie cesarza Wilhelma II (1941)

Do końca życia zwolennik monarchii Hohenzollernów. Nie poparł Hitlera. W 1940 w liście do dowódcy Wehrmachtu potępił zbrodnie niemieckiej armii popełnione w trakcie kampanii wrześniowej.
W okresie międzywojennym był propagatorem rewizji granic z Polską oraz przyczynił się do współdziałania Reichswehry z NSDAP.
Zmarł w 1945 w wieku 96 lat w Schmiedeberg w Westfalii. Wielokrotnie odznaczony, uznawany za jednego z najlepszych dowódców niemieckich okresu I wojny światowej. 
W 1915 otrzymał honorowe obywatelstwa Gdańska i Sopotu, w roku 1923 Świnoujścia oraz Lidzbarka Warmińskiego, Bytowa i Wielkiego Tyrnowa. Jeszcze za jego życia nazwiskiem Mackensena nazwano dwa szlaki turystyczne na obszarze Wolnego Miasta Gdańska: jeden z nich znajdował się w lasach sopockich, drugi wytyczony został z Doliny Samborowo do Doliny Radości. 